# Nils Bruce
Nils Ivan Bruce, född 25 juli 1883 i Stockholm, död 8 januari 1981, var en svensk tullkontrollör och entomolog.
Bruce avlade studentexamen i Visby 1903, studerade vid Uppsala universitet 1903–04, genomgick postelevkurs 1904–05, blev e.o. kammarskrivare i Tullverket 1905, tullinspektör i Sandhamn 1917, kammarskrivare i Södertälje 1924 och tullkontrollör i Stockholm 1937. 
Bruce företog forskningsresor till Karesuando lappmark 1935 och till Medelpad 1937 (med bidrag från Vetenskapsakademien), till Öland 1938 och till Ångermanland 1939 (med särskilt statsanslag) samt till Dalmatien 1926–42. Han deltog såsom entomolog i fritidsutställningen i Ystad 1936. Förutom smärre artiklar i entomologi (1931–45) skrev han Monographie der europäischen Arten der Gattung Cryptophagus (1936) och Studier över coleopterfaunan i vätarna på Ölands alvar (1964). 
Bruce ligger begravd på Norra begravningsplatsen i Stockholm.